# Liste der Amtsbezeichnungen im auswärtigen Dienst
Die Liste der Amtsbezeichnungen im auswärtigen Dienst verzeichnet die heutigen Amtsbezeichnungen für deutsche Beamte im Auswärtigen Dienst:

## Laufbahnen

### Mittlerer Dienst
- Regierungssekretäranwärter/-in
- Regierungssekretär/-in (Besoldungsgruppe A 6)
- Regierungsobersekretär/-in (A 7)
- Regierungshauptsekretär/-in (A 8)
- (Regierungs-) Amtsinspektor/-in (A 9)

### Gehobener Dienst
- Konsulatssekretäranwärter
- Konsulatssekretär/-in, im Eingangsamt (A 9)

Besoldungsgruppe A 10
- Konsulatssekretär/-in Erster Klasse

Besoldungsgruppe A 11
- Regierungsamtmann/-frau
- Kanzler/-in

Besoldungsgruppe A 12
- Amtsrat/-rätin
- Kanzler/-in Erster Klasse

Besoldungsgruppe A 13
- Oberamtsrat/-rätin
- Kanzler/-in Erster Klasse
- Konsul/-in (gD)

### Höherer Dienst
- Attaché(e)
- Legationsrat, Konsul (A13)[1]
- Legationsrat Erster Klasse, Konsul Erster Klasse (A 14)
- Vortragender Legationsrat (A15)
- Botschaftsrat (A 15; im Ausland)
- Vortragender Legationsrat Erster Klasse (A16 und B3)
- Botschaftsrat Erster Klasse (A16 und B 3; im Ausland)
- Generalkonsul (A 15 bis B 6; als Leiter eines Generalkonsulats)
- Botschafter (A 15 bis B 9; als Leiter einer Botschaft)[2][3]